# Sphaerotheca breviceps
Sphaerotheca breviceps är en groddjursart som först beskrevs av Schneider 1799.  Sphaerotheca breviceps ingår i släktet Sphaerotheca och familjen Dicroglossidae. IUCN kategoriserar arten globalt som otillräckligt studerad. Inga underarter finns listade i Catalogue of Life.